# Ventralna kila
Ventralna kila (incizijska hernija ili poslijeoperacijska kila) je oteklina na prednjoj trbušnoj stijenci, pojavljuje se na mjestima stanjenja trbušne stijenke zbog nedovoljno zarasle kirurške rane. Zbog činjenice da se najčešće pojavljuje u području bijele crte (linea alba) prilikom reza u središnjoj liniji, naziva se ventralna kila (lat. hernia ventralis). Ovo je jedna od kila (hernija) koju je najteže tretirati. 

## Etiologija
Nastaju na mjestu operativnih rezova. Uzroci su loše zašivena rana, infekcija rane koja dovodi do popuštanja tkiva i naprezanja koja dovode do povećanog intraabdominalnog tlaka.  Obično nastaju nakon fizičkog naprezanja, intenzivnijeg kašljanja ili kihanja, ili kod otežane defekacije ako pacijent ima tvrdu stolicu.
Najčešći uzroci za pojavu ventralne kile su:
- infekcije operativne rane
- porast tlaka unutar trbušne šupljine u danima neposredno iza operacije (kašalj, kihanje, povraćanje, defekacija, fizičko naprezanje)
- sistemske bolesti (šećerna bolest)
- neadekvatan materijal za šivanje ili greške u kirurškoj tehnici
- pojedini tipovi laparotomija nose povećan rizik za nastanak kile (uzdužni rezovi nasuprot poprečnih)
- prisustvo kolostome ili ileostome

## Klinička slika
Manifestira se kao izbočenje trbušne stijenke na mjestu reza ili u njegovoj blizini. Pojavljuje se nakon svih operacija kod kojih imamo zacijeljivanje stijenke trbuha, čak i nakon malih incizija kao što su one kod laparoskopskih operacija. Iako se najčešće pojavljuje u središnjoj crti može se javiti na bilo kojem mjestu na kojem je učinjen operativni rez. U nekim slučajevima ventralne kile mogu biti velikih dimenzija, tako da se u njima nalazi dobar dio crijeva te u tim situacijama pokušaj rekonstrukcije trbušne stijenke može dovesti do kompresije crijeva i povećanog intraabdominalnog tlaka. Također može izazvati posljedičnu ishemiju crijeva i podizanja dijafragme te otežano disanje zbog smanjenog prostora u kojem se nalaze pluća.

## Tretman

### Otvorena plastika trbušne stijenke (plastica tegmenti abdominis)
Klasične operacije mogu biti teške. Samo šivanje trbušne stijenke je često nedovoljno i recidivi su česti. Zbog toga se upotrebljavaju posebni sintetički materijali kao što je polipropilen koji se uplete u mrežice i zatim ušije na fasciju prednjeg dijela trbušne stijenke neresorptivnim koncima. Ponekad je kod infekcije potrebno ukloniti mrežicu ako infekcija perzistira.  Poslijeoperativna bol može biti značajana zbog naprezanja tkiva. Postoje posebne mrežice s jednom stranom koja je obložena celulozom koje smiju doći u kontakt s crijevima za razliku od polipropilenskih mrežica koje se lijepe za crijeva i mogu dovesti do pojave priraslica i posljedičnog zapetljaja crijeva. Ove mrežice se stavljaju unutar abdomena otvorenim ili laparoskopskim pristupom.

### Laparoskopska plastika trbušne stijenke
Ovo je relativno nova metoda. Operacija se radi pomoću kirurških teleskopa i specijalnih instrumenata koji su napravljeni tako da prolaze kroz troakare koji su u stvari cijevi kroz koje prolaze instrumenti. Troakari se uvode u trbuh pomoću oštrog vodiča a nakon što se uspostavi pneumoperitoneum.  Pneumoperitoneum se uspostavlja pomoću otvorene metode kod koje se napravi mali rez kroz koji se ubaci troakar, ili pomoću Verresove igle kroz koju se ubacuje ugljikov dioksid u trbuh. Mrežica se potom postavlja ili ispod peritoneuma ili direktno na peritoneum ako imamo mrežicu obloženu celulozom.  Postoperativna bol je obično manja i oporavak je brži.

## Komplikacije

### Komplikacije ventralne kile
Najvažnije komplikacije su nemogućnost redukcije (vraćanje kilnog sadržaja) i strangulacija (prekid krvne opskrbe nekog organa ili tkiva što za posljedicu može imati odumiranje tog tkiva ili organa s infekcijom i sepsom).

### Postoperativne komplikacije
Najčešće komplikacije su infekcije operativne rane, recidivi kile, tromboembolije, otežano disanje zbog podizanja ošita i sindrom trbušnog odjeljka, a moguće su i druge rjeđe komplikacije.

## Također pogledajte
- Hernia inguinalis
- Hernia femoralis
- Hernia umbilicalis
- Hernia epigastrica
- Hernia lumbalis
- Hernia hiatalis